# Сан Марино на Европском првенству у атлетици у дворани 2019.
Сан Марино је учествовао на 35. Европском првенству у дворани 2019 који се одржао у Глазгову, Шкотска, од 1. до 3. марта. Ово је тринаестo европско првенство у атлетици у дворани од 1987. када Сан Марино први пут учествовао. Репрезентацију Сан Марина представљао је један спортиста који се такмичио у трци на 60 метара.

## Учесници
Мушкарци:
- Франческо Молинари — 60 м

## Резултати

### Мушкарци
| Атлетичар          | Дисциплина | Лични рекорд | Квалификације | Квалификације | Полуфинале           | Полуфинале           | Финале               | Финале       | Детаљи |
| Атлетичар          | Дисциплина | Лични рекорд | Резултат      | Место         | Резултат             | Место                | Резултат             | Место        | Детаљи |
| ------------------ | ---------- | ------------ | ------------- | ------------- | -------------------- | -------------------- | -------------------- | ------------ | ------ |
| Франческо Молинари | 60 м       | 6,91         | 7,06          | 6. у гр. 8    | није се квалификовао | није се квалификовао | није се квалификовао | 44 / 44 (45) |        |